# Yên Cung công
Yên Cung công (chữ Hán: 燕共公; trị vì: 528 TCN-524 TCN), là vị vua thứ 28 của nước Yên - chư hầu nhà Chu trong lịch sử Trung Quốc.
Không rõ tên thật và thân thế của Cung công. Năm 529 TCN, Yên Điệu công, vị vua thứ 27 của nước Yên qua đời, Cung công lên ngôi.
Tuy nhiên Cung công chỉ làm vua 5 năm thì mất. Yên Bình công lên nối ngôi.